# UIQ
UIQ (antigamente conhecida como User Interface Quartz) é uma plataforma aberta utilizada em smartphones, baseada no Symbian OS. Trata-se basicamente de uma camada de interface do usuário e uma plataforma de desenvolvimento flexível e personalizável. A UIQ é pré-integrada e testada com o Symbian OS. Através da UIQ é possível criar uma imensa gama de telefones celulares altamente diversificados para usuários de diferentes segmentos, todos baseados em uma linguagem unificada. Essa plataforma fornece componentes adicionais ao núcleo do sistema operacional, permitindo o desenvolvimento de aplicativos avançados para smartphones, fazendo uso da diversidade de aplicativos de terceiros existentes. Usando o Symbian/UIQ SDK, podem ser escritas aplicações nativas em C++. Todos os aparelhos baseados em UIQ (2.x e 3.x) também suportam aplicações Java.
Telefones celulares empregam telas de toque com resolução de 208x320 pixels (UIQ 1.x e 2.x) e 240x320 (UIQ 3.x). Dependendo do aparelho, a profundidade de cores é de 12-bits (4096 cores), 16-bits (65536 cores) ou 18-bits (262144 cores) em alguns novos aparelhos.
Para desenvolvedores, os itens significantes da plataforma são:
- SDK simples: desenvolvedores visando as características do núcleo UIQ podem usar o SDK do UIQ para atuar em qualquer dispositivo compatível com UIQ 3. Extensões visando características específicas de dispositivos (tal como WiFi) estão disponíveis nos sites dos desenvolvedores do aparelho.
- Suporte a ferramentas: desenvolvedores podem utilizar qualquer ferramenta a que estão familiarizados, como DevStudio, Eclipse, Carbide, CodeWarrior e NetBeans. Muitas dessas ferramentas estão começando a dar suporte a características RAD (Desenvolvimento Rápido de Aplicação) para desenvolvedores de ambas as linguagens C++ e Java.
- Grande volume de dispositivos existentes, aumentando consideravelmente a base de consumidores potenciais.

## Lista de smartphones que utilizam a plataforma UIQ 3.x
- Sony Ericsson P1/Sony Ericsson P1i/P1c
- Sony Ericsson M600/Sony Ericsson M600i/M600c
- Sony Ericsson P990/Sony Ericsson P990i/P990c
- Sony Ericsson W950/Sony Ericsson W950i/W950c
- Sony Ericsson W960/Sony Ericsson W960i/W960c
- Motorola Motorizr Z8/Motorola Nahpohos Z8
- Motorola Motorizr Z10